# Kettenbrücke (Ozimek)
Die Kettenbrücke in Ozimek (deutsch: Malapane) ist eine Hängebrücke über den Fluss Malapane in Schlesien, Polen. Früher verlief durch die Brücke eine wichtige Achse der Stadt und sie wurde für jeglichen Verkehr genutzt, heute wird sie nur als Fußgängerbrücke genutzt. Die Kettenbrücke ist aus historischer, technischer und kultureller Sicht bedeutend für die Stadt, sie ist eines der ältesten Bauwerke im Ort. Die Kettenbrücke findet sich auch auf dem Wappen der Stadt und Gemeinde Ozimek. An den Brückenpfeilern finden sich Schriftzüge des Stadtnamens „Malapane“ und die Jahreszahl 1827.
Sie gilt als eine der ältesten Hängebrücken auf dem europäischen Festland.

## Geschichte

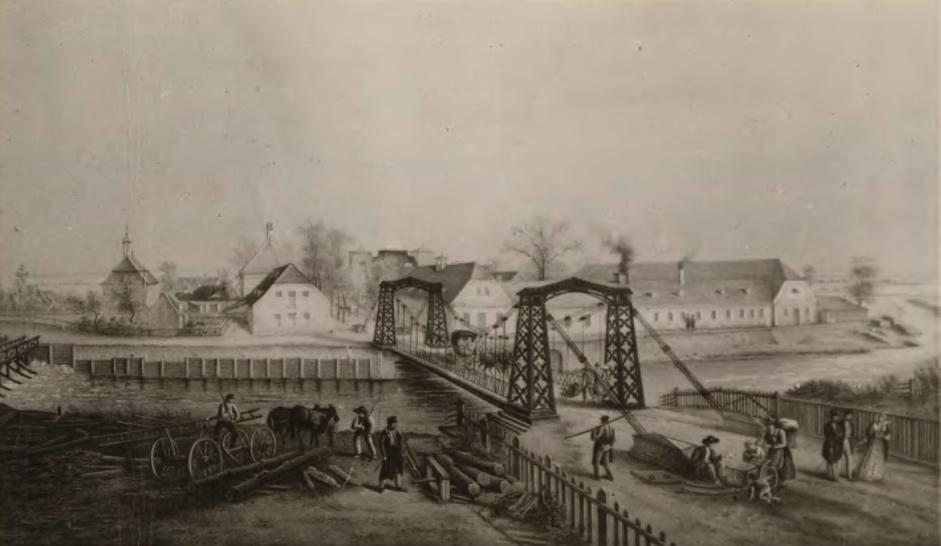
Die Brücke auf einer Lithographie aus dem 19. Jahrhundert

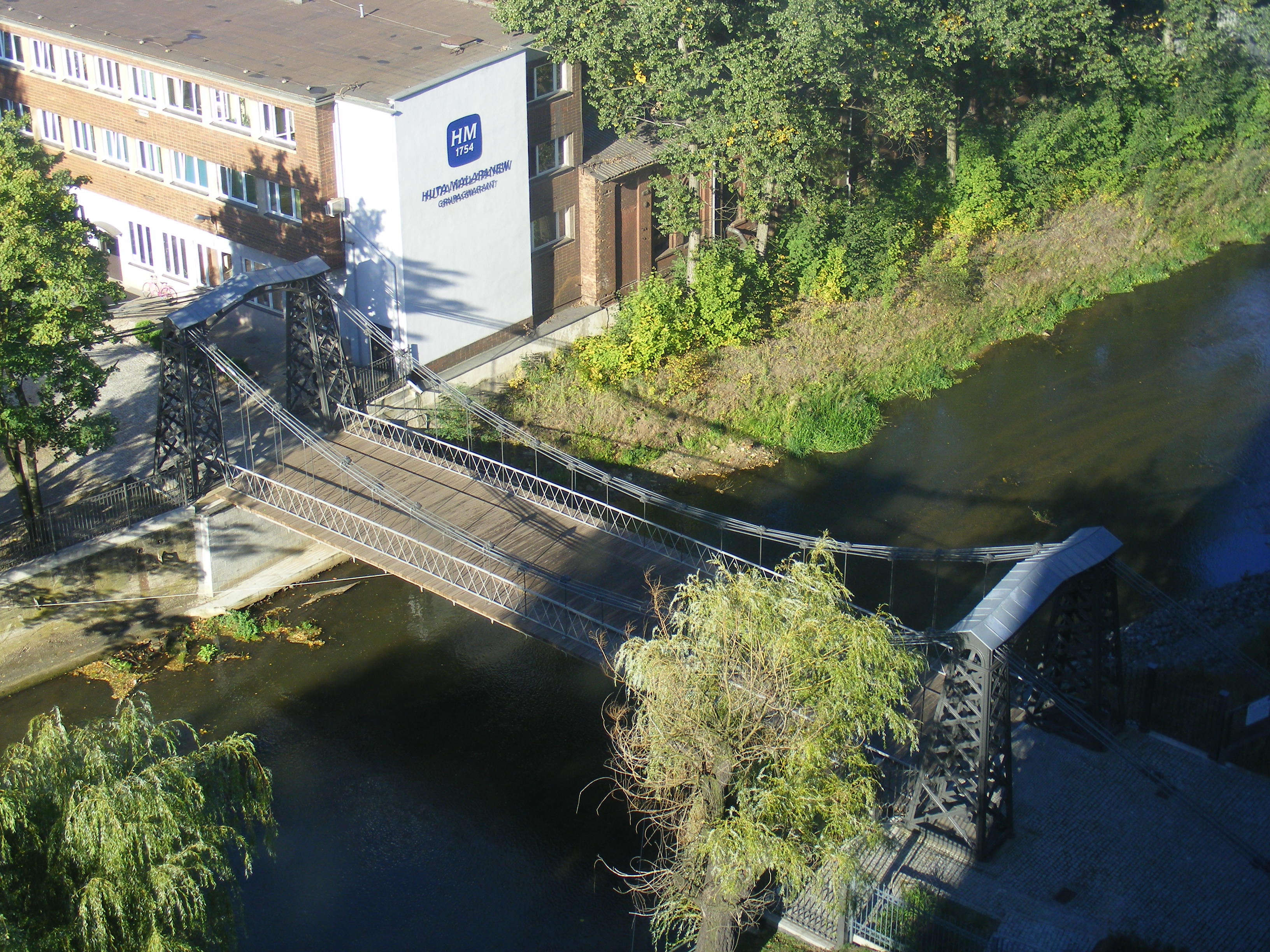
Blick von oben

Die Kettenbrücke wurde von 1823 bis 1827 errichtet und am 12. September 1827 freigegeben. Entworfen wurde sie durch Karl Schottelius und in der angrenzenden Hütte Malapane angefertigt. (Die Hütte Malapane war zu diesem Zeitpunkt bereits sehr bekannt für die Herstellung von Brückenteilen, die in ganz Preußen errichtet wurden.) Sie war auch im Besitz der Königlichen Hütte zu Malapane. Über die Brücke verlief die Verbindungsstraße von Oppeln nach Zawadzki. Die Brücke wurde aus Gusseisen hergestellt und hat eine Länge von 31,50 Metern und eine Breite von 6,60 Metern. Sie besteht aus 1600 Teilen. 1854 wurde die Brücke verstärkt.
1915 berichtete der Provinzial-Konservator der Kunstdenkmäler der Provinz Schlesien, dass die Brücke hinsichtlich ihrer Tragfähigkeit bereits den damaligen Anforderungen nicht mehr genügte. Deswegen sollte die Kettenbrücke in Malapane abgebaut werden, und sie wurde durch das Königliche Oberbergamt der Stadt Breslau als Geschenk angeboten. Der Magistrat zu Breslau brachte zwar dankenswertes Interesse auf, hatte aber keine geeignete Verwendung für die Brücke, und auch die hohen Kosten für Abbau, Transport und Wiederaufbau der Brücke führten zu keiner schnellen Einigung. Der Breslauer Magistrat brachte jedoch den Antrag beim Oberbergamt ein, die Eisenteile der Stadt zwar zu überlassen, aber mit dem Wiederaufbau zu warten, bis das Bedürfnis für eine passende Fußgängerbrücke vorhanden ist. Schließlich zeigte auch die Stadt Oppeln Interesse am Erwerb der Brücke. Letztendlich blieb die Kettenbrücke in Malapane.
Das Problem mit dem Verkehr über die Brücke wurde schließlich in den 1930er Jahren mit dem Bau einer neuen Umgehungsstraße westlich von Malapane gelöst. Die ursprüngliche Straße wurde später durch eine Erweiterung der Königlichen Hütte unterbrochen. Nach einer schweren Beschädigung im Jahr 1945 wurde die Brücke für den Motorverkehr gesperrt. 1969 wurde die Brücke als Technisches Denkmal eingetragen.
Im Herbst 2009 begannen umfangreiche Sanierungsarbeiten an der Brücke, bei der die Brücke komplett abgebaut wurde. Seit der Fertigstellung der Restaurierungsarbeiten im September 2010 wird die Kettenbrücke über Nacht illuminiert. Seit 2017 ist die Brücke als Pomnik historii (Geschichtsdenkmal) geschützt.